# Mărime fizică de stare
O mărime fizică de stare este o specie de mărime care caracterizează una din evenimentele de stare a unui sistem fizic.

## Caracterizarea mărimilor de stare, mărimi accesorii și de interacțiune
Fenomenele, transformările și procesele din sistemele fizice sunt mulțimi de evenimente care în raport cu un eveniment de referință sunt anterioare, sau simultane sau posterioare. În conformitate cu principiul cauzalității, pentru orice eveniment există o cauză care-l determină univoc ca efect al său. Evenimentele susceptibile de a constitui cauze se numesc evenimente de stare, iar speciile care le caracterizează proprietatea de stare se numesc mărimi de stare. Mulțimea evenimentelor de stare simultane alcătuiește starea sistemului fizic în momentul respectiv, descrisă de mulțimea corespunzătoare a mărimilor de stare.
Evenimentele respectiv speciile de mărimi care nu intervin în starea unui sistem fizic se numesc evenimente accesorii, respectiv mărimi accesorii.
Dacă sistemul fizic nu este izolat, determinarea univocă a evoluției lui este condiționată de cunoașterea interacțiunilor cu sistemele fizice din exterior. Mărimile fizice care caracterizează interacțiunile dintre sistemele neizolate se numesc mărimi de interacțiune.

## Exemple de mărimi de stare
O stare direct accesibilă analizei unui sistem fizic este starea mecanică a corpurilor. Dacă se consideră sistemul constituit dintr-un corp punctiform de masă m (modelul punctului material) izolat de alte corpuri (și deci forța care acționează asupra lui este nulă), ecuația de mișcare în raport cu un referențial inerțial, este {\displaystyle \scriptstyle m{\ddot {\vec {r}}}=0}, cu soluția {\displaystyle \scriptstyle {\vec {r}}(t)={\vec {A}}t+{\vec {B}}} în care intervin constantele {\displaystyle \scriptstyle {\vec {A}}} și {\displaystyle \scriptstyle {\vec {B}}}. Acestea se determina din condiția ca la momentul inițial {\displaystyle \scriptstyle t=0}, traiectoria {\displaystyle \scriptstyle {\vec {r}}(t)} trece prin punctul având raza vectoare {\displaystyle \scriptstyle {\vec {r}}(0)=B} și viteza {\displaystyle \scriptstyle {\vec {v}}(0)=A}. Ca urmare, starea dinamică a unui sistem constituit din punctul material este complet determinată în orice moment {\displaystyle \scriptstyle t}, de raza vectoare {\displaystyle \scriptstyle {\vec {r}}(t)} și viteza {\displaystyle \scriptstyle {\vec {v}}(t)} care alcătuiesc împreună cu timpul  {\displaystyle \scriptstyle t} mărimile de stare mecanică. Dacă se consideră ecuația de mișcare sub forma echivalentă {\displaystyle \scriptstyle {\dot {\vec {p}}}=o}, în care {\displaystyle \scriptstyle p=mv} este impulsul mecanic și {\displaystyle \scriptstyle {\vec {p}}_{0}=m{\vec {v}}_{0}} este valoarea acestuia în momentul inițial, din ecuația traiectoriei {\displaystyle \scriptstyle {\vec {r}}(t)={\vec {A}}t+{\vec {r}}(0)} rezultă că impulsul {\displaystyle \scriptstyle {\vec {p}}} și masa {\displaystyle \scriptstyle m} sunt de asemenea mărimi de stare mecanică. În schimb accelerația {\displaystyle \scriptstyle a={\dot {\vec {v}}}={\ddot {\vec {r}}}} este o mărime accesorie, deoarece valoarea acesteia la un moment {\displaystyle \scriptstyle t} nu influențează direct evoluția corpului punctiform.
În exemplul de mai sus, forța externă ce ar acționa asupra punctului material și în care aceste condiții nu ar mai reprezenta un sistem izolat, este o mărime de interacțiune.

## Grupuri de mărimi de stare complete și incomplete
Un grup de mărimi de stare al unui sistem fizic izolat este complet respectiv incomplet, după cum valorile mărimilor de stare la un moment dat determină, respectiv nu determină în mod univoc starea ulterioară a sistemului. Cazul în care grupul mărimilor de stare este incomplet reprezintă importanță pentru detectarea de noi specii de mărimi de stare. Dacă un sistem fizic izolat se poate aduce în stări în care mărimile de stare cunoscute au valori egale, dar evoluțiile sistemului sunt diferite, în conformitate cu principiul cauzalitații rezultă că există una sau mai multe mărimi de stare necunoscute. De exemplu, se presupun cunoscute sistemele fizice și mărimile lor de stare mecanică și se iau două fire unul de fier celălalt de constantan, sudate la capete și se mențin la temperaturi {\displaystyle \scriptstyle T} diferite. Se constată că dacă {\displaystyle \scriptstyle T_{1}} este diferit de {\displaystyle \scriptstyle T_{2}}, asupra firelor se exercită forte cu atât mai mari cu cât diferența de temperatura {\displaystyle \scriptstyle T_{1}-T_{2}} este mai mare și dacă {\displaystyle \scriptstyle T_{1}=T_{2}} forțele se anulează. Existența forțelor pune în evidență o nouă specie de mărimi de stare care nu e de natură mecanică. Prin examinarea structurii noii proprietăți (relații de echivalență și de ordonare etc.) se definește mărimea intensitate a curentului electric de conducție. Starea sistemului celor două fire se numește termoelectrică, iar fenomenul pus în evidență prin experiență constituie efectul termoelectric. Exemplul ilustrează modul în care se introduc speciile de mărimi de stare electrică și magnetică ale sistemelor de corpuri și câmp electromagnetic.